# Campeonato Europeo de Gimnasia Artística de 2011
El IV Campeonato Europeo de Gimnasia Artística Individual se celebró en Berlín (Alemania) entre el 4 y el 10 de abril de 2011 bajo la organización de la Unión Europea de Gimnasia (UEG) y la Federación Alemana de Gimnasia.
Las competiciones se efectuaron en el Pabellón Max Schmeling de la capital germana.

## Resultados

### Masculino
| Evento                         | Oro                                     | Plata                                   | Bronce                                                            |
| ------------------------------ | --------------------------------------- | --------------------------------------- | ----------------------------------------------------------------- |
| Concurso completo ind. (08.04) | Philipp Boy · Alemania · 88,875         | Flavius Koczi · Rumania · 88,825        | Daniel Purvis · Reino Unido · Mykola Kuksenkov · Ucrania · 88,350 |
| Suelo (09.04)                  | Flavius Koczi · Rumania · 15,500        | Alexander Shatilov Israel 15,400        | Anton Golotsutskov · Rusia · 15,325                               |
| Caballo con arcos (09.04)      | Krisztián Berki · Hungría · 15,625      | Cyril Tommasone Francia 15,050          | Harutiun Merdinian Armenia 14,950                                 |
| Anillas (09.04)                | Konstantin Pluzhnikov · Rusia · 15,850  | Alexandr Balandin · Rusia · 15,775      | Eleftherios Petrunias · Grecia · 15,675                           |
| Salto de potro (10.04)         | Thomas Bouhail Francia 16,362           | Samir Ait Said Francia 16,262           | Anton Golotsutskov · Rusia · 16,125                               |
| Paralelas (10.04)              | Marcel Nguyen · Alemania · 15,525       | Epke Zonderland · Países Bajos · 15,300 | Vasileios Tsolakidis · Grecia · 15,075                            |
| Barra fija (10.04)             | Epke Zonderland · Países Bajos · 15,575 | Philipp Boy · Alemania · 15,350         | Marcel Nguyen · Alemania · 15,300                                 |

### Femenino
| Evento                         | Oro                                  | Plata                                  | Bronce                                |
| ------------------------------ | ------------------------------------ | -------------------------------------- | ------------------------------------- |
| Concurso completo ind. (08.04) | Anna Dementieva · Rusia · 57,475     | Elisabeth Seitz · Alemania · 56,700    | Amelia Racea · Rumania · 56,600       |
| Salto de potro (09.04)         | Sandra Izbaşa · Rumania · 14,675     | Oksana Chusovítina · Alemania · 14,537 | Ariella Käslin · Suiza · 14,475       |
| Barras asimétricas (09.04)     | Elizabeth Tweddle Reino Unido 15,100 | Tatiana Nabieva · Rusia · 15,075       | Kim Bui · Alemania · 14,675           |
| Barra (10.04)                  | Anna Dementieva · Rusia · 15,350     | Carlotta Ferlito · Italia · 14,500     | Elisabetta Preziosa · Italia · 14,325 |
| Suelo (10.04)                  | Sandra Izbaşa · Rumania · 14,500     | Diana Chelaru · Rumania · 14,475       | Yulia Belokobylskaya · Rusia · 14,450 |

## Medallero
| Núm. | País         | Oro | Plata | Bronce | Total |
| ---- | ------------ | --- | ----- | ------ | ----- |
| 1    | Rusia        | 3   | 2     | 3      | 8     |
| 2    | Rumania      | 3   | 2     | 1      | 6     |
| 3    | Alemania     | 2   | 3     | 2      | 7     |
| 4    | Francia      | 1   | 2     | 0      | 3     |
| 5    | Países Bajos | 1   | 1     | 0      | 2     |
| 6    | Reino Unido  | 1   | 0     | 1      | 2     |
| 7    | Hungría      | 1   | 0     | 0      | 1     |
| 8    | Italia       | 0   | 1     | 1      | 2     |
| 9    | Israel       | 0   | 1     | 0      | 1     |
| 10   | Grecia       | 0   | 0     | 2      | 2     |
| 11   | Armenia      | 0   | 0     | 1      | 1     |
| 11   | Suiza        | 0   | 0     | 1      | 1     |
| 11   | Ucrania      | 0   | 0     | 1      | 1     |
|      | TOTAL        | 12  | 12    | 13     | 37    |